# Listă de filme canadiene din 2009
Aceasta este o listă de filme canadiene din 2009:

## Lista
| Titlu                                      | Regizor               | Actori                                                         | Gen                  | Note                                                                              |
| ------------------------------------------ | --------------------- | -------------------------------------------------------------- | -------------------- | --------------------------------------------------------------------------------- |
| Act of God                                 | Jennifer Baichwal     | Paul Auster, Dannion Brinkley                                  | Documentar           |                                                                                   |
| The Baby Formula                           | Alison Reid           | Angela Vint, Megan Fahlenbock                                  | Mockumentar          |                                                                                   |
| Father and Guns                            | Émile Gaudreault      | Michel Côté, Louis-José Houde, Caroline Dhavernas, Rémy Girard | Comedie              |                                                                                   |
| 5150 Elm's Way                             | Éric Tessier          | René-Daniel Dubois, Marc-André Grondin, Mylène St-Sauveur      | Drama, Thriller      | Based on the novel 5150, rue des ormes                                            |
| Fig Trees                                  | John Greyson          |                                                                | Documentary          |                                                                                   |
| Ghosts Don't Exist                         | Eric Espejo           | Ted Taylor, Katie Foster, Joe Hansard                          | Horror               |                                                                                   |
| A Hard Name                                | Alan Zweig            |                                                                | Documentary          | Best feature-length documentary, Genie Awards                                     |
| Invisible City                             | Hubert Davis          |                                                                | Documentary          | Best Canadian Feature, Hot Docs                                                   |
| J'ai tué ma mère                           | Xavier Dolan          | Xavier Dolan, Anne Dorval, François Arnaud                     | Drama                |                                                                                   |
| Night Mayor                                | Guy Maddin            | Nihad Ademi                                                    | Drama                | Best Experimental Short, South by Southwest                                       |
| Mr. Nobody                                 | Jaco Van Dormael      | Sarah Polley, Jared Leto, Diane Kruger, Rhys Ifans             | Science fiction film | Belgian-Canadian-French-German co-production; most expensive Belgian film to date |
| Polytechnique                              | Denis Villeneuve      | Maxim Gaudette, Sebastien Huberdeau, Karine Vanasse            | Drama                | Based on a true story on the École Polytechnique massacre                         |
| Reel Injun                                 | Neil Diamond          | Adam Beach, Sacheen Littlefeather, Russell Means               | Documentary          | History of Natives in cinema; Peabody Award winner                                |
| The Spine                                  | Chris Landreth        | Gordon Pinsent, Alberta Watson (voices)                        | Computer animation   | Follow-up to Landreth's Oscar winning Ryan                                        |
| Trailer Park Boys: Countdown to Liquor Day | Mike Clattenburg      | Robb Wells, John Paul Tremblay, Mike Smith                     | Comedy               |                                                                                   |
| The Trotsky                                | Jacob Tierney         | Jay Baruchel, Emily Hampshire                                  |                      |                                                                                   |
| Walled In                                  | Gilles Paquet-Brenner | Mischa Barton, Cameron Bright, Deborah Kara Unger              | Horror, Thriller     | American/Canadian/French co-production                                            |